# Barkeryd
Barkeryd är kyrkbyn i Barkeryds socken i Nässjö kommun i Jönköpings län. Orten ligger nordväst om Nässjö.
I orten finns Barkeryds kyrka en hembygdsgård och ett lantbruksmuseum, där man bland annat kan få en inblick i jordbrukets tekniska utveckling.